# Si el placer es un pecado… bienvenidos al Infierno
Si el placer es un pecado… bienvenidos al Infierno, es el tercer álbum de estudio de la banda de punk rock argentina Flema, editado en el año 1997. Es citado como uno de sus mejores trabajos. Fue remasterizado en 2002 con 6 Bonus track y reeditado por Ying Yang Records años más tarde, sin los Bonus tracks.

## Lista de canciones
| Si el placer es un pecado… bienvenidos al Infierno |                                         |          |  |
| N.º                                                | Título                                  | Duración |  |
| 1.                                                 | «Intro»                                 | 0:07     |  |
| 2.                                                 | «Lección de hipocresía»                 | 2:33     |  |
| 3.                                                 | «La canción de Adán y Eva»              | 1:32     |  |
| 4.                                                 | «Quizás...»                             | 3:03     |  |
| 5.                                                 | «Vahos del ayer»                        | 2:33     |  |
| 6.                                                 | «Me echaron de casa (Soy un mal polvo)» | 2:00     |  |
| 7.                                                 | «Ahogado en alcohol»                    | 2:25     |  |
| 8.                                                 | «Mejor quemarse»                        | 3:10     |  |
| 9.                                                 | «Anarquía en la escuela»                | 3:04     |  |
| 10.                                                | «Bienvenido el vino»                    | 2:40     |  |
| 11.                                                | «Nunca seré policía»                    | 2:22     |  |
| 12.                                                | «Sólo me ves fumar»                     | 4:21     |  |
| 13.                                                | «Pobre Luis»                            | 1:56     |  |
| 14.                                                | «Fist fuckin'»                          | 1:49     |  |
| 15.                                                | «Recitado» (con Ricardo Iorio)          | 0:09     |  |
| 16.                                                | «El último vaso de vino»                | 2:11     |  |
| 17.                                                | «No te vayas»                           | 2:02     |  |
| 18.                                                | «A nadie»                               | 2:06     |  |
| 19.                                                | «En la nada»                            | 5:17     |  |
| 20.                                                | «Luzbel»                                | 0:39     |  |

| Bonus edición 2002 |                                   |          |  |
| N.º                | Título                            | Duración |  |
| 21.                | «Metamorfosis adolescente (vivo)» | 2:52     |  |
| 22.                | «Es tiempo de morir (vivo)»       | 1:14     |  |
| 23.                | «No quiero ir a la guerra (vivo)» | 1:59     |  |
| 24.                | «Si yo soy así (vivo)»            | 2:03     |  |
| 25.                | «Nunca seré policía (vivo)»       | 2:05     |  |
| 26.                | «Me tengo que ir (vivo)»          | 1:53     |  |
| 58:05              |                                   |          |  |

## Músicos
- Ricky Espinosa - Voz
- Fernando Rossi - Bajo
- Santiago Rossi - Guitarra
- Luichi Gribaldo - Guitarra
- Pepe Carballo - Batería

- El disco fue grabado con Pepe Carballo, pero en la tapa figura Pablito Martinez quien lo reemplazo porque Pepe abandono antes de las fotos de tapa e interior del CD

### Invitados
- Lucas Radonich (de Gerli) - Intro
- Charly Mijangos - Coros en temas: 3, 7 y 11
- Ricardo Iorio-  Recitado

## Curiosidades
- En los agradecimientos dice: Flema agradece a Ricardo Iorio por su participación desinteresada en el disco, y a todos aquellos fanes que aguantaron durante nuestros diez años de vida.
- El tema "Mejor quemarse" está dedicado a la memoria de Kurt Cobain.
- El tema "Bienvenido el vino" fue inspirado en una sala de ensayo junto al grupo Superuva.
- La tapa del disco está inspirada en We Have Come for Your Children del grupo Dead Boys